# Juan Meléndez Valdés

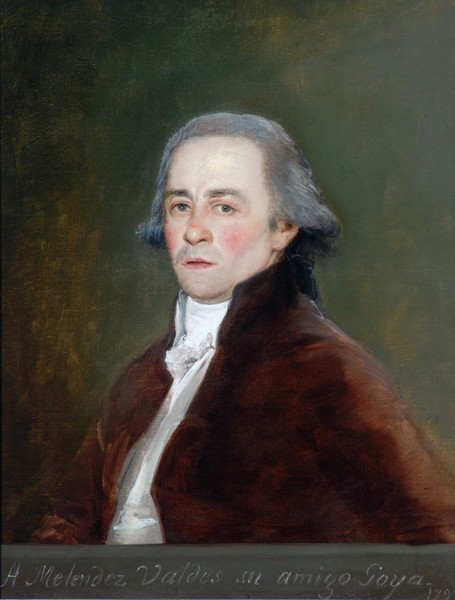
Juan Meléndez Valdés, 1797.

Don Juan Meléndez Valdés, född den 11 mars 1754 i Ribera del Fresno (provinsen Badajoz), död den 24 maj 1817 i Montpellier, var en spansk skald.
Meléndez Valdés, som studerade juridik i Salamanca, rönte för sina vittra förstlingsverk vänskapsfull uppmuntran av skalden Cadalso och statsmannen Jovellanos. Han vann med dikten Batilo 1780 Spanska akademiens pris för den bästa eklogen, fick 1784 sin dramatiska pastoral Las bodas de Camacho el rico upp på tiljan och utgav 1785 Poesias liricas (flera upplagor inom ett år), därmed åter bringande de gamla nationella sångformerna till heders. Meléndez Valdés rörde sig i dem med ledighet, smak och naturligt behag. I synnerhet utmärkte han sig i anakreontiska oden, herdedikter och letrillas. År 1783 utnämndes Meléndez Valdés till professor i Salamanca, 1789 till domare i Zaragoza samt erhöll 1797 ett högt finansämbete i Madrid, men förvisades efter Jovellanos störtande 1798 från huvudstaden, dit han fick återvända först efter Godoys fall 1808. Han lät då av Josef Bonaparte förmå sig att ta emot posten som undervisningsminister, men måste efter fransmännens utdrivande 1814 gå i landsflykt. Under sin senare skaldebana efterbildade han Milton (i epopén La caida de Luzbel) och Thomson (i oden och epistlar). Meléndez Valdés var Spaniens mest begåvade skald under 1700-talet. Han sökte förena nationellt kynne med den härskande franska klassiciteten och blev så stiftare av den så kallade Salamancaskolan, som fullföljde hans riktning. Hans arbeten utgavs 1820, i 4 band (3:e upplagan 1838).